# Carlos Pinto de Almeida
Carlos Pinto de Almeida (1831 — 1899) foi um escritor português de renome, orientalista, apologista de Renan e forte crítico da Igreja Católica.

## Obras
- Estudo sobre a vida de Jesus de Mr. Renan, offerecido à Ex. ma Camara publicado em 1866
- A cruz pelas riquezas publicado em 1867
- A filha do emir: romance original de 1875, com 288 páginas.
- Seis annos na India: romance original continuação da Filha do emir publicado em 1876 pela Lucas & Filho
- Os conspiradores de 1879
- Os homens da cruz vermelha: romance historico do tempo dos francezes publicado em 1880
- A resurreição do arabe: romance original de 1888, com 311 páginas.
- A conquista de Lisboa: romance histórico publicado em 1888
- A resurreição do arabe: romance original publicado em 1888 pela Lucas & Filho, com 311 páginas.
- A verdade do cristianismo e a sua influência